# Geoffrey Knauth
Geoffrey Knauth (Nova York, 1960) és enginyer de programari i president de la Free Software Foundation (FSF) des d'agost de 2020. Knauth parla amb fluïdesa anglès, rus i francès, i té alguns coneixements d'alemany i xinès. També és pilot i ha practicat el rem i altres activitats.
Knauth es va llicenciar en economia a la Universitat Harvard el 1983. Allà també va seguir molts cursos sobre llengües i literatures eslaves. Més tard, a finals de la dècada del 1980 i en la dècada del 2000, va seguir cursos addicionals d'informàtica i d'idiomes tant a Harvard com a la Universitat Northeastern. Entre el 2006 i el 2010 va ser professor d'informàtica en el Lycoming College.
Knauth ha treballat per diverses empreses, en diversos rols, incloent: programador, associat sènior, enginyer de sistemes i analista de sistemes. Knauth treballa per AccuWeather Inc. com a desenvolupador de programari sènior, des de març de 2014.
Knauth es va unir a la junta directiva de la FSF, el 1998, com a tresorer. Va ser cofundador de GNU Objective-C. El 5 d'agost de 2020, Knauth va ser elegit president de la FSF, 11 mesos després de la dimissió de Richard Stallman, que havia estat el seu president fundador des del 1985. El 25 de març del 2021, Geoffrey Knauth va prometre renunciar a ser membre amb dret a vot de la FSF, una vegada que hi hagués un lideratge adequat per reemplaçar-lo.